# Dark Sun Online: Crimson Sands
Dark Sun Online: Crimson Sands ist 1996 veröffentlichtes MMORPG von SSI. Es spielt in der Kampagnenwelt Dark Sun des Rollenspiel-Regelwerks Advanced Dungeons & Dragons und verwendet dieselbe technische Grundlage (sog. Dark-Sun-Engine) wie die zuvor veröffentlichten Titel Dark Sun: Shattered Lands und Dark Sun: Wake of the Ravager. Es zählt neben Neverwinter Nights zu den frühesten grafischen MMORPGs, bevor das Genre mit den Erfolgen von Ultima Online und EverQuest dauerhaft etabliert wurde.

## Spielwelt
Dark Sun (dt.: Unter der dunklen Sonne) spielt in der Welt Athas. Das Szenario wird unter anderem als „post-magische Apokalypse“ umschrieben, da die Verwendung der Magie das Land in eine lebensfeindliche Wüste verwandelt hat (vgl. Postapokalypse). Die Welt wird beherrscht von Hexerkönigen und ist durch große Brutalität gekennzeichnet. Dark Sun unterscheidet sich in der Gestaltung von üblichen Fantasywelten.

## Spielprinzip
Schauplatz des Spielgeschehens ist abermals das Umland und das Stadtgebiet von Tyr. Der Spielercharakter kann anders als bei Dark Sun: Wake of the Ravager nicht aus einem der Einzelspielertitel importiert werden. Er wird stattdessen aus jeweils acht verfügbaren Rassen und Klassen neu erstellt, die Auswahl entspricht dem Umfang von Wake of the Ravager. Insgesamt konnte der Spieler mit einem Account bis zu vier Charaktere erstellen, allerdings konnte immer nur ein Charakter im Spiel genutzt werden. Das Spiel beinhaltete bereits zahlreiche MMO-Standardspielfunktionen wie Gilden, Chatfenster, Gruppenbildung und Strafen für den Tod eines Charakters. Das Spiel erlaubte dazu in den meisten Spielgebieten PvP-Kämpfe, die weiterhin rundenbasiert waren. Der Tod eines Charakters wurde mit dem Verlust einer Charakterstufe und einiger Ausrüstungsgegenstände bestraft. Die Stufenbegrenzung für Spielercharaktere lag, in Abhängigkeit von den Vorgaben des AD&D-Regelwerks für die jeweiligen Klassen, bei Stufe 15. Das Spiel erzeugte mit Hilfe eines Zufallsgenerators regelmäßig neue Quests, um die Spieler mit Inhalten zu versorgen. Eine Kernfunktion war die Chatmöglichkeit, die ähnlich wie bei rein textbasierten Online-Rollenspielen des Typs Multi User Dungeon eine starke soziale Komponente darstellte, über die textbasiertes Rollenspiel und Live-Events durchgeführt wurden.

## Entwicklung
Die Überlegungen zum Spiel begannen Sommer 1994, ursprünglich im Auftrag des Telekommunikationsunternehmens AT&T, das für sein eigenes geschlossenes Online-Netzwerk Interchange ein Konkurrenzprodukt zu Neverwinter Nights suchte. Die Entwicklungsarbeiten begannen schließlich im Oktober 1994, doch im November 1995 beschloss AT&T, sein Netzwerk einzustellen, und gab damit auch die Entwicklung von Dark Sun Online auf. Die Rechte am Spiel fielen an SSI zurück. Da ein Großteil der Entwicklung zu diesem Zeitpunkt bereits finanziert war, beschloss das Unternehmen das Spiel auf niedrigem Level fortzuführen und einen neuen Partner für die Veröffentlichung zu suchen. Mit dem Total Entertainment Network (TEN) konnte schließlich ein neuer Partner gewonnen werden und die Entwicklungsarbeiten wurden im Januar wieder in vollem Maße aufgenommen.
Das Entwicklungsteam erhielt die Vorgabe, ein MMO für tausende Spieler und mit einer Server-/Client-Struktur auf Basis des bestehenden Programmcodes von Dark Sun: Wake of the Ravager zu entwickeln. Aufgrund einer aggressiven Kostenplanung litt das Projekt allerdings unter permanentem Kostendruck. So stand dem Team lediglich ein Grafiker mit 50 % seiner Arbeitszeit zur Verfügung, um dringend benötigte Grafikinhalte zu generieren. Die restlichen Grafiken mussten entweder aus den vorhergehenden Teilen wiederverwertet oder aus anderen SSI-Entwicklungen wie Al-Qadim: The Genie’s Curse übernommen werden. Selbiges galt für den Audiobereich, wo Sounds des Titels World of Aden: Thunderscape zweitverwertet wurden. Mit der Beschränkung auf die technologisch bereits veraltete Programmcodebasis und die wenigen neuen Grafikinhalte lag der Fokus daher auf dem Gameplay und den nicht-grafischen Inhalten. Erschwerend war die Mehrfachbelastung des Grafikers, der auch in anderen Projekten eingebunden war und zu entscheidenden Zeitpunkten an der Fertigstellung anderer Titel eingebunden war. Daher musste auf die Unterstützung externer Dienstleister sowohl im Bereich der Grafik als auch der Programmierung der Online-Funktionen zurückgegriffen werden. Eine Folge dessen war die Streichung sämtlicher Filmsequenzen mit Ausnahme des Intro-Videos.
Die Zusammenarbeit mit externen Dienstleistern erwies sich als problematisch. Zum einen erbrachten die externen Grafiker nicht in allen Fällen die gewünschte Leistung. Zum anderen gab es Abstimmungsprobleme mit den externen Programmierern. Da die Codebasis nicht für ein Online-Spiel ausgelegt war, mussten während der Entwicklung immer wieder große Teile des Programmcodes umgeschrieben werden. Zuvor erstellte Inhalte funktionierten dadurch häufig nicht mehr in der gewünschten Weise und mussten angepasst oder neu geschrieben werden. Durch den Wechsel von AT&T zu TEN musste zudem die Server-/Client-Struktur überarbeitet werden. Da die Kosten niedrig gehalten werden sollten, konnte sich hier der Dienstleister mit seiner Forderung nach einer Umstellung auf ein Peer-to-Peer-Modell durchsetzen. Damit wurde die Grundlage für die spätere Anfälligkeit des Spiels gegenüber Hackern gelegt. Ein weiteres Problem bestand bei dem Versuch, das Programm wie seine Vorgängertitel als natives DOS-Programm zu belassen und eine Kommunikation mit dem auf Windows 3.1 basierenden Anbieternetzwerk herzustellen. Nach mehreren vergeblichen Versuchen wurde das Spiel schließlich in ein natives Windows-Programm umgewandelt.
Um Programmfehler bestmöglich auszuschließen, führte SSI zum Abschluss der Arbeiten einen geschlossenen Betatest mit freiwilligen Helfern durch und stieß dabei auf große Resonanz. Neben 500 Kopien auf physikalischen Datenträgern wurde das Kontingent daher durch Downloadversionen ergänzt. Das fertiggestellte Spiel wurde sowohl in einer Variante auf physikalischen Datenträgern inklusive einer Intro-Filmsequenz, Spielmusik in CD-Audio-Qualität und einem gedruckten Handbuch im Einzelhandel zum Kauf angeboten, als auch in einer auf die notwendigen Spieldateien reduzierten Version kostenlos zum Download angeboten. Für den Zugang zum Spiel wurden zusätzliche Gebühren erhoben.

## Rezeption
Obwohl Dark Sun Online bereits einige Spielfunktionen beinhaltete, die mit dem ein Jahr später veröffentlichten Ultima Online popularisiert wurden, blieb dem Titel der Erfolg weitestgehend versagt. Zum einen verhinderte die Beschränkung auf das geschlossene Total Entertainment Network eine größere Verbreitung, zum anderen war der Titel aufgrund der kurzen Entwicklungszeit und dem damit einhergehenden Rückgriff auf bereits existierende Inhalte technisch nicht auf der Höhe der Zeit. Erschwerend hinzu kam die Verwundbarkeit des Spiels gegenüber Hackern, die zu Charaktermanipulationen führten. Da das Spiel auf dem Rechner des Nutzers statt auf einem zentralen Server ausgeführt wurde, konnten Entwickler und Betreiber den Manipulationen nur unzureichend entgegenwirken. Hinzu kamen Programmfehler. Das Geschäftsmodell von TEN verlagerte sich schließlich zugunsten der firmeneigenen, browserbasierten Spieleplattform Pogo.com, in der TEN schließlich aufging. 1999 wurde Dark Sun Online eingestellt. In einer Retrospektive des Spielemagazins Joystiq bezeichnete Autor Justin Olivetti Dark Sun Online als „ein[en] Triumph des Einfallsreichtums über begrenzte Ressourcen und einen Mangel an Erfahrung über MMO-Entwicklungen“.

## Nachfolger
Am 19. Dezember 1997 kündigte TEN unter dem Titel Dark Sun Online: The Age of Heroes einen Nachfolger zu Crimson Sands, der jedoch nie erschienen ist. Ziele waren unter anderem eine modernisierte, besser gegen Manipulationen abgesicherte Plattform und detailgetreuere Umsetzung des AD&D-Regelwerks. Das Spiel wurde im Gegensatz zu Crimson Sands hauptverantwortlich von TEN entwickelt.